# كاتارينا ليندنر
كاتارينا ليندنر (بالألمانية: Katharina Lindner)‏ (3 سبتمبر 1979 في ألمانيا - 9 فبراير 2019) هي لاعبة كرة قدم ألمانية في مركز الهجوم. لعبت مع إف إف سي فرانكفورت ووسترن ماس بيونيرز ونادي غلاسكو سيتي.

## وصلات خارجية
- كاتارينا ليندنر على موقع قاعدة بيانات كرة القدم.إي يو (الإنجليزية)
- كاتارينا ليندنر على موقع عالم كرة القدم.نت (الإنجليزية)